# پل دیویس (ملوان)
پل دیویس (انگلیسی: Paul Davis؛ زادهٔ ۱۰ فوریهٔ ۱۹۵۸) ورزشکار اهل نروژ است.